# Vittorio Ghirelli

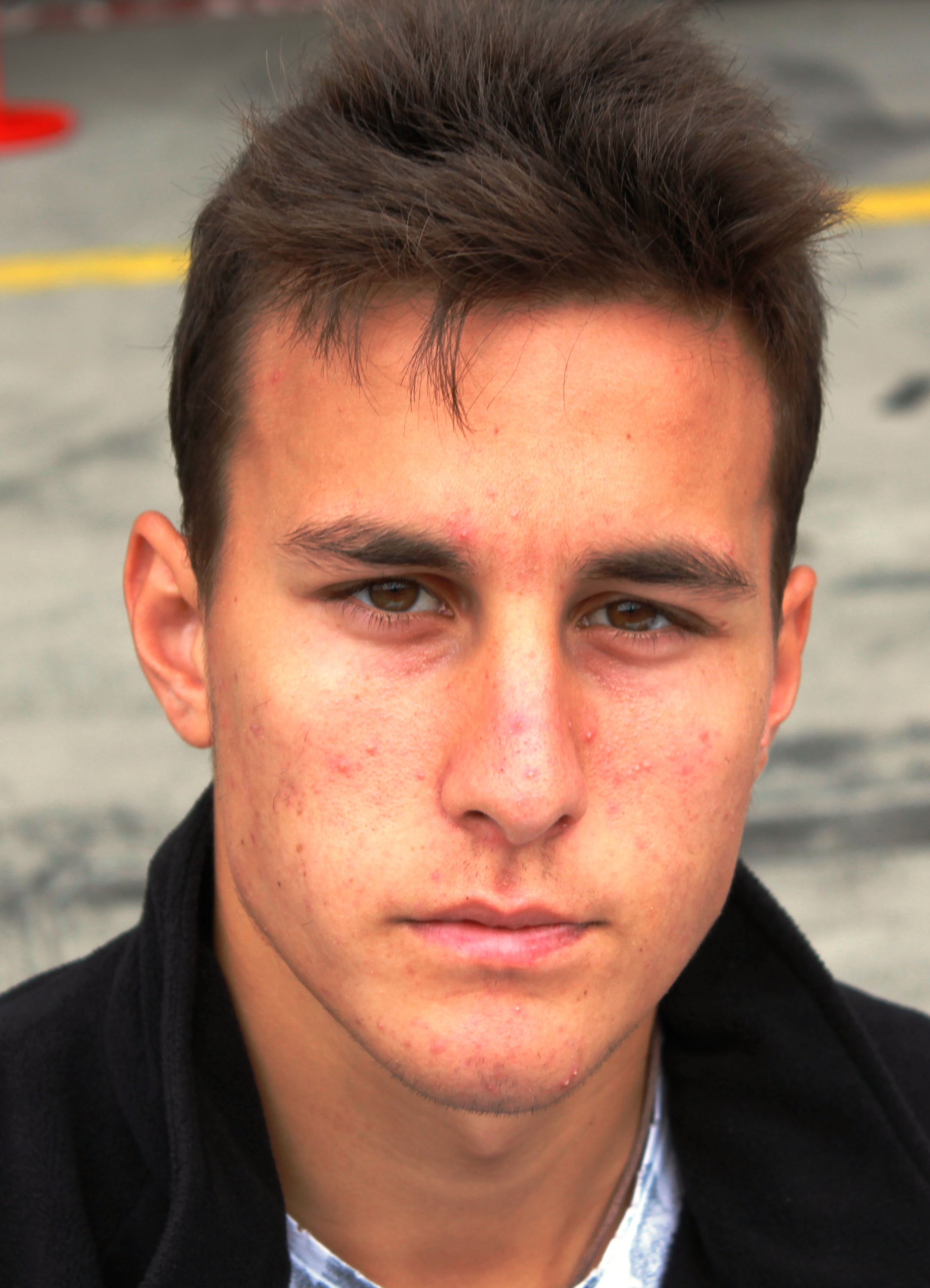
Vittorio Ghirelli (2012)

Vittorio Ghirelli (* 9. Mai 1994 in Fasano) ist ein italienischer Automobilrennfahrer. Aktuell fährt er in der NASCAR Whelen Euro Series. Er gewann 2013 die Auto GP.

## Karriere
Ghirelli begann seine Motorsportkarriere 2005 im Kartsport, in dem er bis 2009 aktiv war. Unter anderem gewann er 2009 die italienische KF2-Open-Masters-Meisterschaft. Im Alter von 15 Jahren wechselte er 2010 in den Formelsport und startete direkt auf Formel-3-Niveau. Er gab sein Debüt beim F3 Brazil Open, dass er als Fünfter beendete. Anschließend startete er für Atech CRS GP in der ersten Saison der neugegründeten GP3-Serie. Er blieb ohne Punkte und belegte den 34. Gesamtrang. Mit 16 Jahren ist Ghirelli der jüngste Rennfahrer in der GP3-Serie. Außerdem nahm Ghirelli für das Team Ghinzani an fünf Rennwochenenden der  italienischen Formel-3-Meisterschaft teil. Er schloss die Saison auch hier punktelos auf dem 23. Platz ab. Darüber hinaus absolvierte er zwei Rennen der italienischen Formel Renault.
2011 bestritt Ghirelli seine zweite Saison in der GP3-Serie für Jenzer Motorsport. Da es ihm abermals nicht gelang, Punkte zu erzielen, verließ er Jenzer Motorsport zwei Veranstaltungen vor Schluss. Zum letzten Rennwochenende kehrte er für das Addax Team in die GP3-Serie zurück. Ghirelli blieb erneut ohne Punkte und beendete die Saison auf dem 25. Gesamtrang. Außerdem trat er in dieser Saison für One Racing im Formel Renault 2.0 Eurocup sowie in der alpinen Formel Renault an. Während er den Eurocup mit einem Punkt auf dem 23. Platz abschloss, wurde er mit einem zweiten Platz als bestes Resultat Neunter der alpinen Formel Renault. Darüber hinaus absolvierte er einen Gaststart für One Racing in der nordeuropäischen Formel Renault.
2012 ging Ghirelli für Comtec Racing in der Formel Renault 3.5 an den Start. Während sein Teamkollege Nick Yelloly mit Rennsiegen den fünften Platz erreichte, wurde Ghirelli mit einem achten Platz als bestem Ergebnis 24. in der Fahrerwertung. Darüber hinaus nahm Ghirelli 2012 an einer Veranstaltung der FIA-Formel-2-Meisterschaft teil. Dabei erreichte er in beiden Rennen den sechsten Platz. 2013 wechselte Ghirelli zu SuperNova International in die Auto GP. Auf dem Hungaroring gewann er das Sprintrennen, im Donington Park das Hauptrennen. Bei 11 von 16 Rennen stand er auf dem Podium. Mit 222 zu 213 Punkten setzte er sich gegen Kimiya Satō durch und gewann den Meistertitel der Auto GP. Darüber hinaus stieg er in der laufenden Saison für Venezuela GP Lazarus in der GP2-Serie ein. Er bestritt fünf Veranstaltungen und wurde 27. in der Gesamtwertung.
2014 wechselte Ghirelli zum Team Moore Racing in die nordamerikanische Indy Lights. Nach dem vierten Rennen zog er sich aus der Serie zurück. Ein vierter Platz war sein bestes Ergebnis. Im weiteren Verlauf des Jahres kehrte er nach Europa zurück und bestritt für verschiedene Teams vier Rennen in der Auto GP. Dabei stand er mit einem zweiten Platz einmal auf dem Podium.
2015 wechselte Ghirelli in den Tourenwagensport und erhielt bei Zele Racing ein Cockpit in der neugegründeten Renault Sport Trophy.

## Statistik

### Karrierestationen
| - 2005–2009: Kartsport - 2010: GP3-Serie (Platz 34) - 2010: Italienische Formel 3 (Platz 23) - 2010: Italienische Formel Renault (Platz 20) - 2011: GP3-Serie (Platz 25) - 2011: Formel Renault 2.0 Eurocup (Platz 23) - 2011: Alpine Formel Renault (Platz 9) - 2012: Formel Renault 3.5 (Platz 24) - 2012: Formel 2 (Platz 14) - 2013: Auto GP (Meister) | - 2013: GP2-Serie (Platz 27) - 2014: Indy Lights (Platz 13) - 2014: Auto GP (Platz 9) - 2015: Renault Sport Trophy - 2017: Italienische GT-Meisterschaft (Platz 9) - 2019: NASCAR Whelen Euro Series (Platz 3) - 2020: NASCAR Whelen Euro Series (Meister) - 2021: NASCAR Whelen Euro Series (Platz 5) - 2022: NASCAR Whelen Euro Series (Platz 13) - 2023: NASCAR Whelen Euro Series (Platz 3) | - 2024: NASCAR Whelen Euro Series |

### Einzelergebnisse in der GP3-Serie
| Jahr | Team              | 1   | 2   | 3   | 4   | 5   | 6   | 7   | 8   | 9   | 10  | 11  | 12  | 13  | 14  | 15  | 16  | Punkte | Rang |
| ---- | ----------------- | --- | --- | --- | --- | --- | --- | --- | --- | --- | --- | --- | --- | --- | --- | --- | --- | ------ | ---- |
| 2010 | Atech CRS GP      | ESP | ESP | TUR | TUR | ESP | ESP | GBR | GBR | GER | GER | HUN | HUN | BEL | BEL | ITA | ITA | 0      | 34.  |
| 2010 | Atech CRS GP      | DNS | DNS | 17  | 26  | 20  | 22  | 20  | 21  | 15  | 16  | 24  | 15  | DNF | DNF | 23  | 21  | 0      | 34.  |
| 2011 | Jenzer Motorsport | TUR | TUR | ESP | ESP | ESP | ESP | GBR | GBR | GER | GER | HUN | HUN | BEL | BEL | ITA | ITA | 0      | 25.  |
| 2011 | Jenzer Motorsport | 25  | DNF | 9   | 8   | 13  | 9   | 14  | 22  | 13  | 11  | 22  | DNF |     |     | DNF | 18  | 0      | 25.  |

### Einzelergebnisse in der GP2-Serie
| Jahr | Team                 | 1   | 2   | 3   | 4   | 5   | 6   | 7   | 8   | 9   | 10  | 11  | 12  | 13  | 14  | 15  | 16  | 17  | 18  | 19  | 20  | 21  | 22  | Punkte | Rang |
| ---- | -------------------- | --- | --- | --- | --- | --- | --- | --- | --- | --- | --- | --- | --- | --- | --- | --- | --- | --- | --- | --- | --- | --- | --- | ------ | ---- |
| 2013 | Venezuela GP Lazarus | MAS | MAS | BRN | BRN | ESP | ESP | MON | MON | GBR | GBR | GER | GER | HUN | HUN | BEL | BEL | ITA | ITA | SIN | SIN | UAE | UAE | 1      | 27.  |
| 2013 | Venezuela GP Lazarus |     |     |     |     |     |     |     |     |     |     |     |     | 17  | 17  | 18  | 18  | 10  | 20  | DNF | 19  | DNF | 19  | 1      | 27.  |